# Bekare
Bekare is een bestuurslaag in het regentschap Ponorogo van de provincie Oost-Java, Indonesië. Bekare telt 1363 inwoners (volkstelling 2010).